# دروازه ایشتار

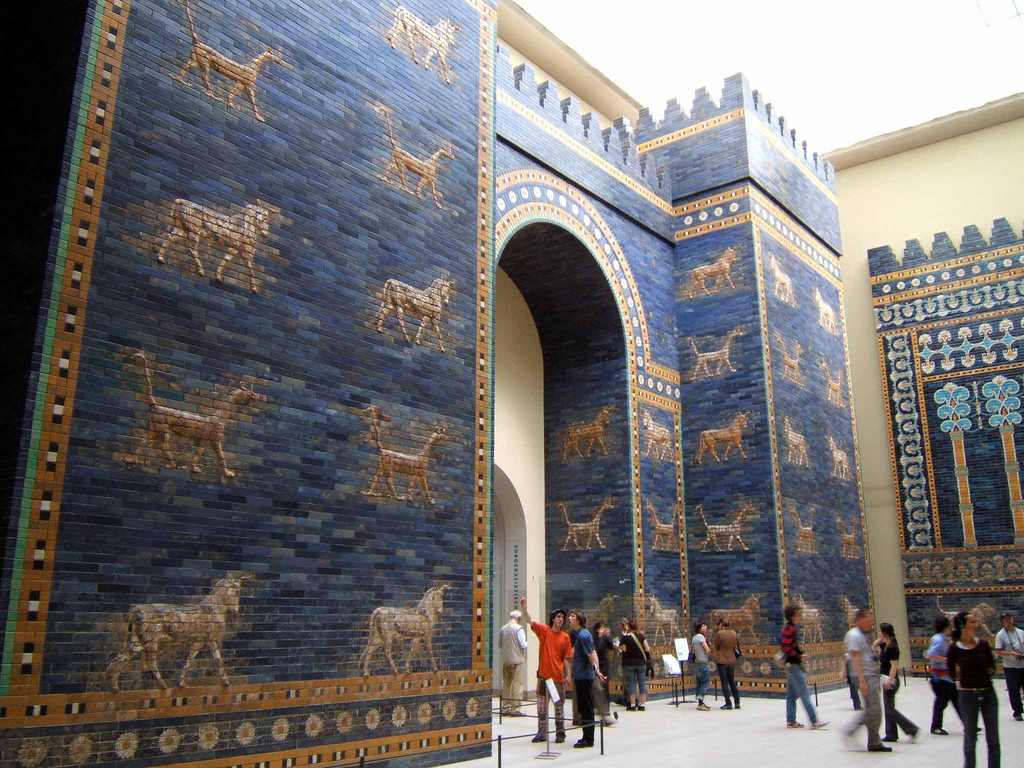
بقایای بازسازی شده دروازه ایشتار در موزه پرگامون، برلین

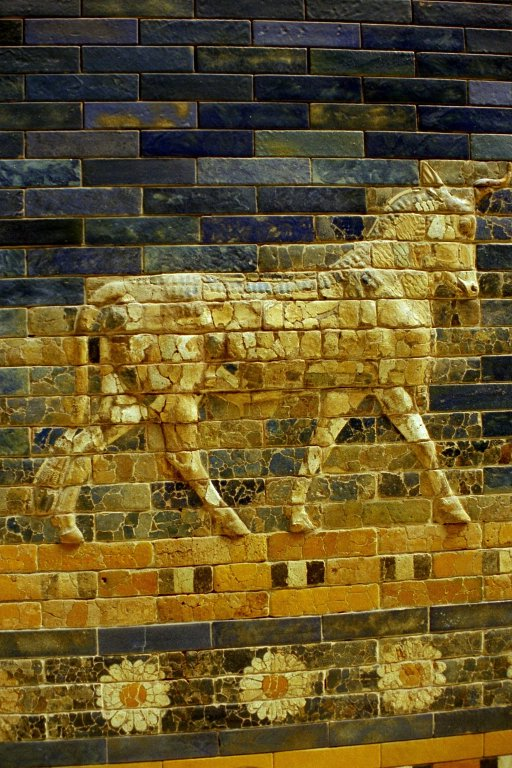
تصویر گاوی شاخدار در بالای ردیفی از گل‌ها (آجرهای مفقود شده جایگزین شده‌اند)

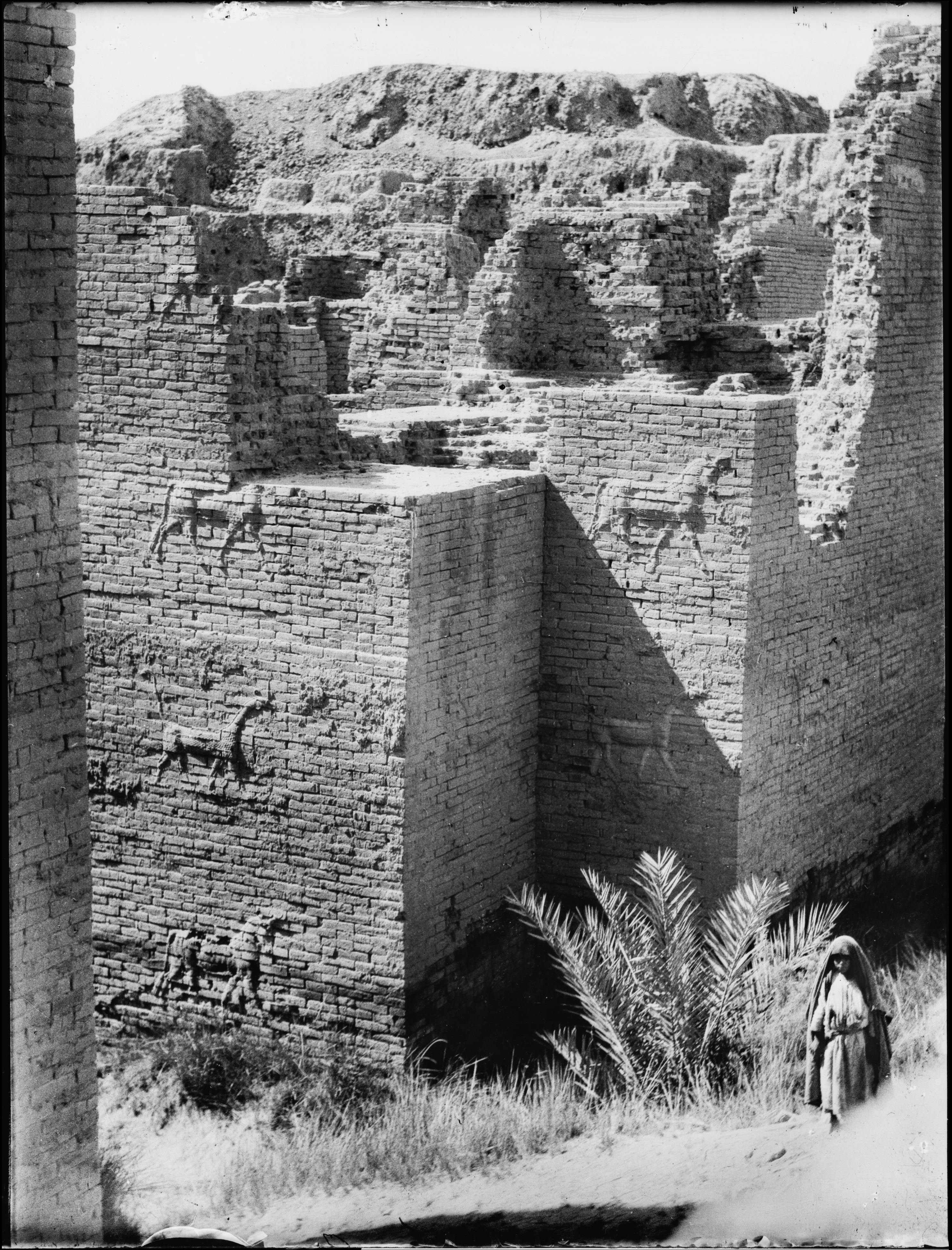
آنچه که در حفاری‌های دهه ۱۹۳۰ باقی‌مانده بوده است

دروازه یشتار (به عربی: بوابة عشتار) دروازه بابل است که در حدود سال ۵۷۵ پیش از میلاد به دستور بختنصر ساخته و نام آن از الهه آشوری، ایشتار، گرفته شده است. اصل این دروازه اکنون در موزه پرگامون برلین نگهداری می‌شود.

## تاریخچه
دروازه ایشتار را نخستین بار باستان‌شناس آلمانی رابرت کلدوی در جریان حفاری‌هایش در بابل (۱۸۹۹–۱۹۱۷) کشف کرد. بقایای این دروازه پس از آنکه موزه پرگامون برلین در سال ۱۹۳۰ گشایش یافت به آنجا منتقل و بازسازی شد.
بعدها به دستور صدام حسین، دروازه‌ای کوچکتر شبیه به دروازه ایشتار، به عنوان ورودی موزه‌ای در عراق ساخته شد. این دروازه در طول جنگ عراق آسیب‌هایی دید. کشور عراق از سال ۱۹۹۰ به دنبال بازگشت دروازه اصلی و سایر آثار وابسته، به آن کشور است.

## ویژگی‌ها
ارتفاع دروازه ایشتار به بیش از ۱۲ متر می‌رسیده است. در ضلع جنوبی آن سرسرای بزرگ و راه سنگ‌فرشی وجود داشته که درازایش به بیش از نیم مایل می‌رسیده است. سطح دیوار این دروازه از آجرهای فیروزه‌ای و آبی لعابدار براق پوشیده شده است. بر روی آن‌ها ردیف‌هایی از نقش‌های شیر و اژدها و احشام وجود دارد.

## نگارخانه

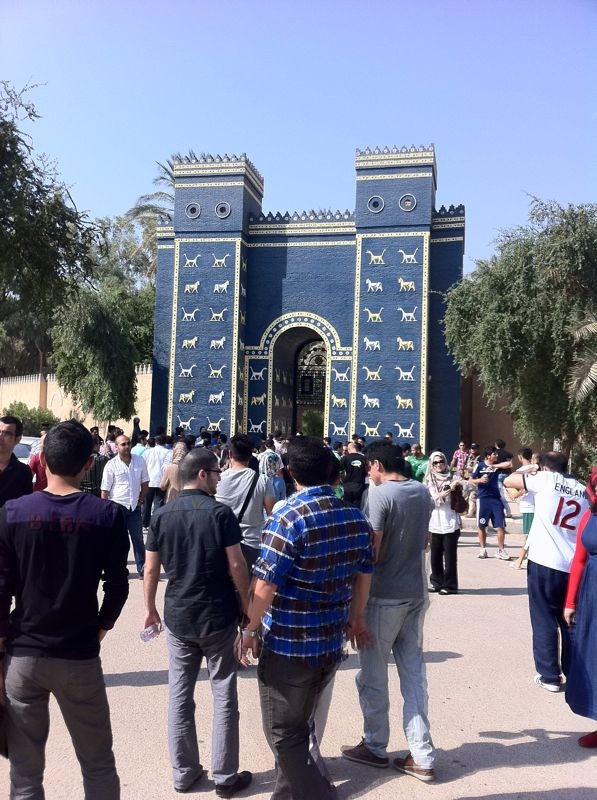
نمونه ساخته شده در عراق، ۲۰۱۱
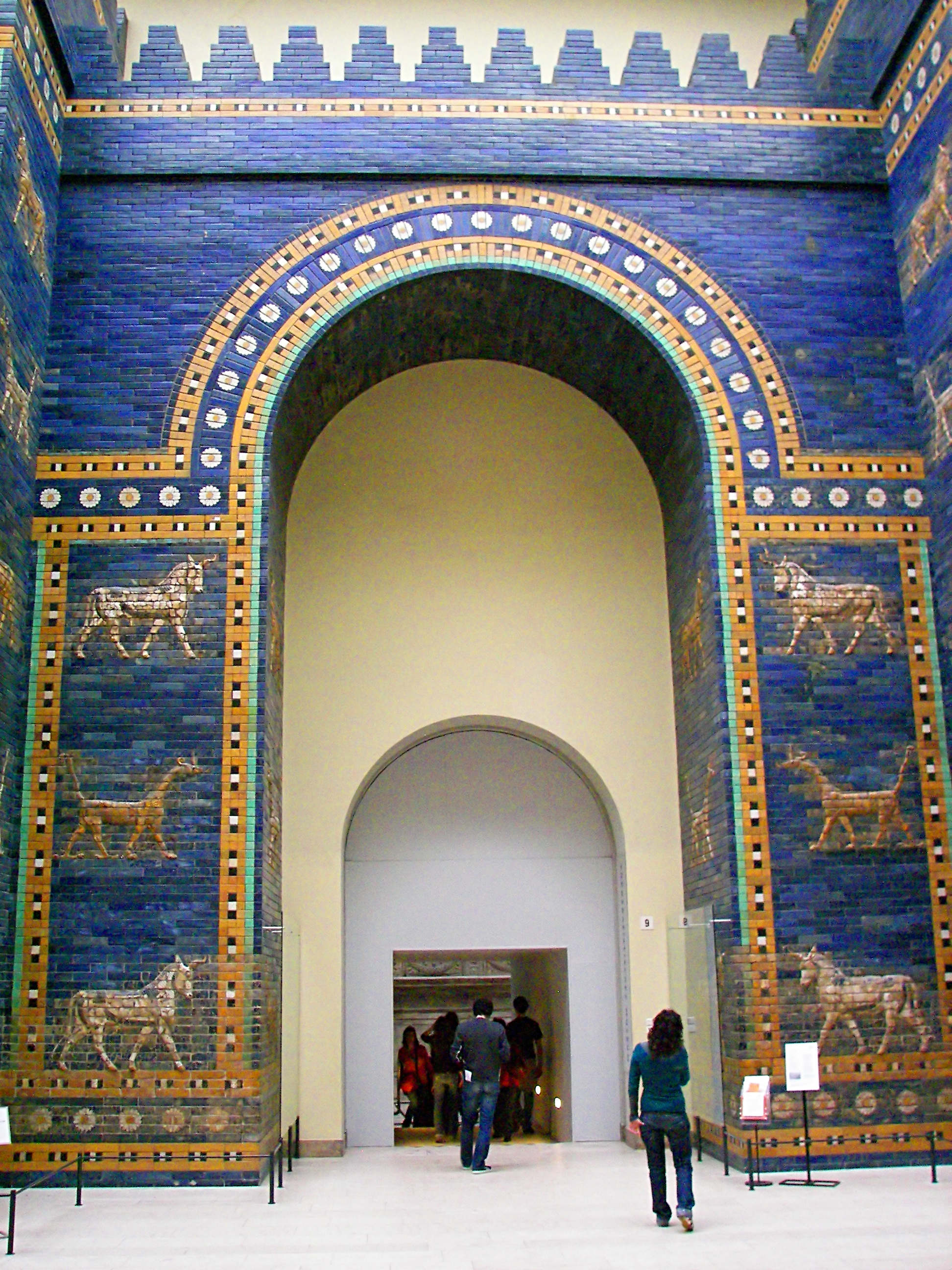
دروازه ایشتار در موزه پرگامون
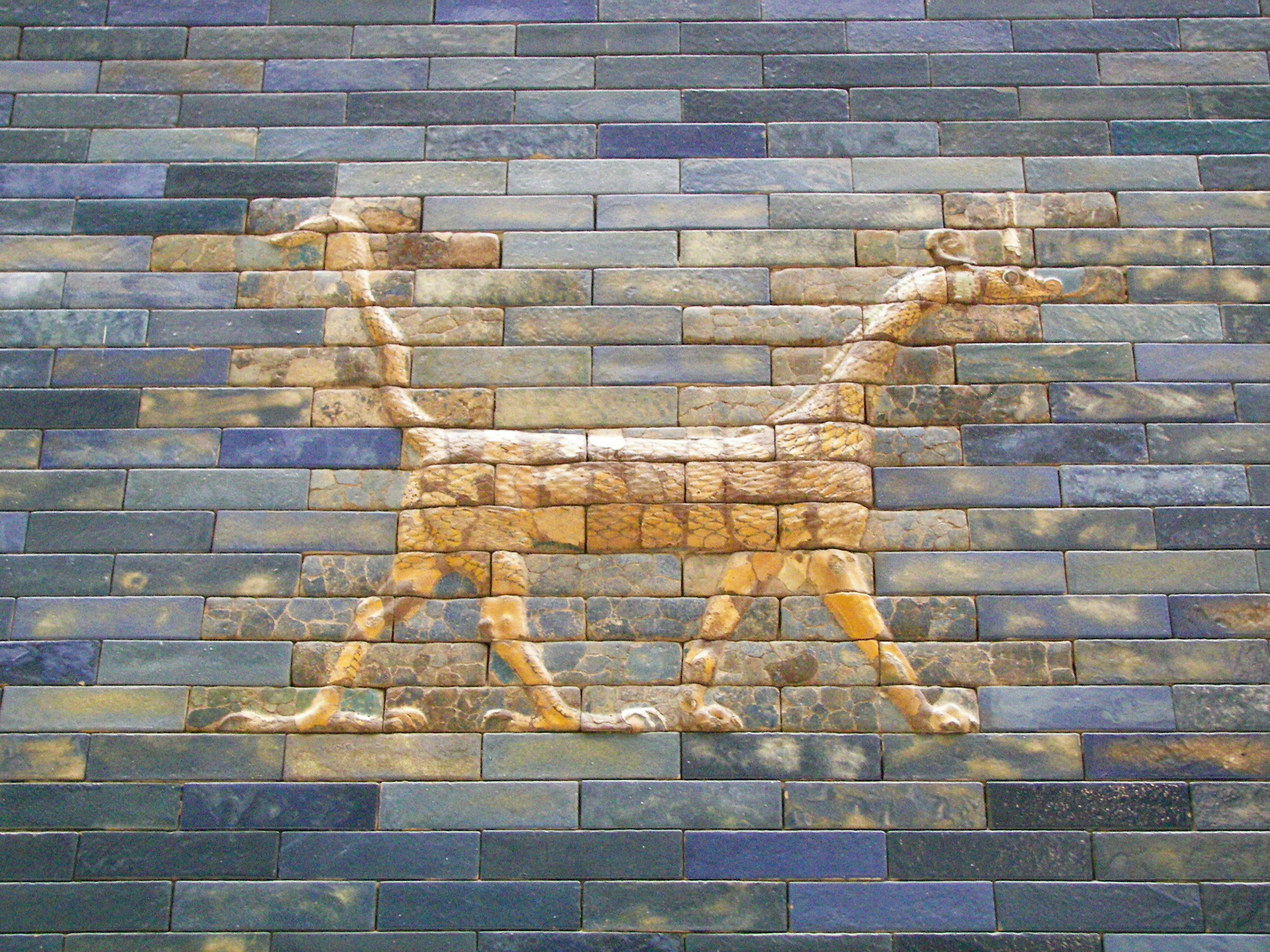
نقش یکی از اژدهایان
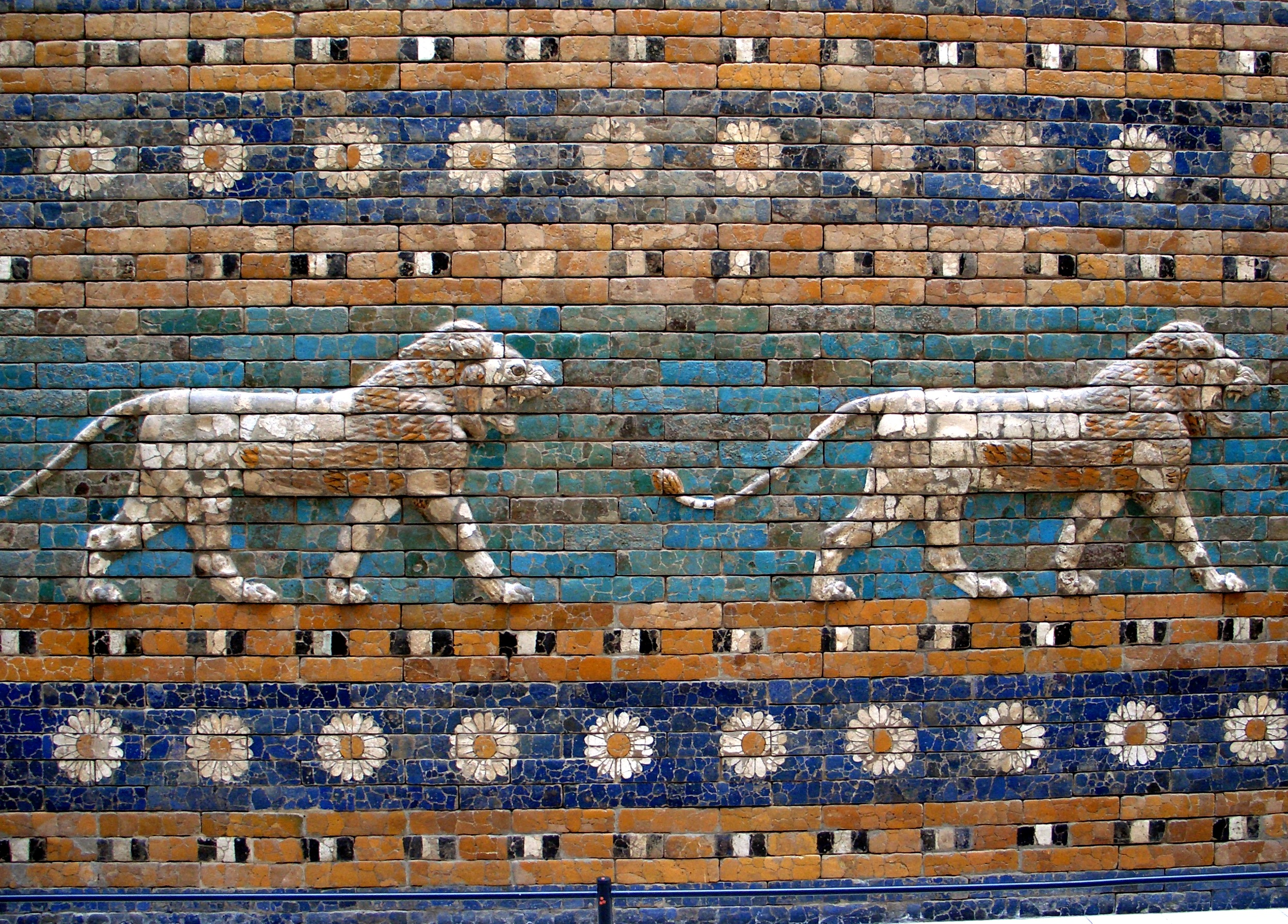
نقش دو شیر در میان ردیف گل‌ها